# Industrial Symphony No. 1: The Dream of the Broken Hearted
Industrial Symphony No. 1: The Dream of the Broken Hearted is een Amerikaanse televisiefilm uit 1990 onder regie van David Lynch.

## Verhaal
Heartbreaker (Nicolas Cage) geeft zijn geliefde (Laura Dern) de bons en breekt daarmee haar hart. Ze begint te dromen dat ze liefdesliedjes zingt in een decor vol dwergen, steltlopers, naakte vrouwen op auto’s en monsters.

## Rolverdeling
| Acteur              | Personage                             |
| ------------------- | ------------------------------------- |
| Laura Dern          | Vrouw met gebroken hart               |
| Nicolas Cage        | Heartbreaker                          |
| Julee Cruise        | Vrouw met gebroken hart (droomversie) |
| Michael J. Anderson | Houthakker (tweelingbroer 1)          |
| André Badalamenti   | Klarinettist (tweelingbroer 2)        |